# فیوز دیزی کاتر

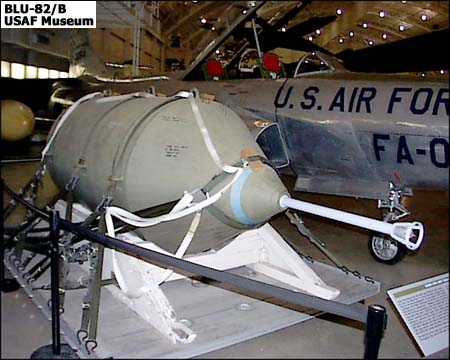
یک بمب بلو-۸۲بی با فیوز دیزی کاتر متلق به نیروی هوایی ایالات متحده آمریکا.

فیوز دیزی کاتر (به انگلیسی: Daisy cutter fuse) نوعی فیوز است که برای منفجر کردن بمب‌های هواگرد در سطح زمین یا بالای سطح زمین طراحی شده است. این فیوز میلهٔ درازی است که به دماغهٔ بمب نصب شده و آن را هنگام برخورد با زمین یا هرگونه شی جامد منفجر می‌کند.